# Leuckartiara simplex
Leuckartiara simplex är en nässeldjursart som beskrevs av Bouillon 1980. Leuckartiara simplex ingår i släktet Leuckartiara och familjen Pandeidae. Inga underarter finns listade i Catalogue of Life.